# 欒尚約
欒尚約（1527年—？），字孔源，號岱滄，山東萊州府膠州（今膠州市）人，明朝政治人物。

## 生平
嘉靖二十五年（1546年）丙午科山東鄉試第六十二名舉人。嘉靖二十九年（1550年）庚戌科三甲進士。次年任直隸溧水縣知縣，三十六年八月擢江西道試監察御史，三十七年二月實授，巡按直隶、山西。四十年谪安州判官，迁怀庆府推官，被论削籍。归里后被其家仆栾桂杀害，戏曲《血手印》中的剧情即以他的事迹改编。著有《岱沧集》一卷，朱彝尊评其诗为：“不失温柔敦厚之教”。

## 家族
曾祖欒鳴；祖父欒滋，曾任閘官 贈文林郎知縣；父欒□，曾任代府右長史。母張氏（贈孺人）；繼母劉氏（封孺人）。具庆下。兄尚絅、尚志、尚簡。弟尚縝、尚纯。